# Phù phu nhân (Tống Thái Tông)
Ý Đức Hoàng hậu (chữ Hán: 懿德皇后; 941 - 975), là kế thất của Tống Thái Tông Triệu Quang Nghĩa, Hoàng đế nhà Tống trong lịch sử Trung Quốc.
Cũng như Thục Đức Doãn Hoàng hậu, bà qua đời trước khi Triệu Quang Nghĩa làm Hoàng đế, vì vậy bà chưa bao giờ được làm Hoàng hậu khi còn sống. Thụy hiệu Hoàng hậu của bà được truy phong khi Triệu Quang Nghĩa đã lên ngôi.

## Tiểu sử
Ý Đức Hoàng hậu Phù thị nguyên quán ở Uyển Khâu thuộc Trần Châu (陳州宛丘; nay là Hà Nam, Hoài Dương), xuất thân hào môn hiển hách. Tổ phụ Phù Tồn Thẩm (符存審), một nhân vật nổi tiếng thời Ngũ Đại Thập Quốc, phục vụ triều Hậu Đường. Họ Phù uy chấn thiên hạ, Phù Tồn Thẩm trải qua hơn 100 chiến dịch mà chưa từng thất bại, đánh bại Chu Ôn nhà Hậu Lương, đuổi đi Khiết Đan. Thân phụ Phù thị là Ngụy vương Phù Ngạn Khanh (符彥卿), một danh thần triều Hậu Chu, có hai người con gái đều là Hoàng hậu của Hậu Chu Thế Tông, phân biệt là Đại Phù Hoàng hậu và Tiểu Phù Hoàng hậu. Ngoài ra bà còn 2 người em trai là Phù Chiêu Nguyện (符昭愿) và Phù Chiêu Thọ (符昭壽). Xét theo vai vế, bà có họ hàng với Phù thị, mẹ của nguyên phối thê tử của Triệu Quang Nghĩa là Thục Đức Doãn Hoàng hậu.
Vào thời kỳ Hậu Chu, bà được gả cho Triệu Quang Nghĩa làm kế thất. Năm đầu niên hiệu Kiến Long (960), bà được phong làm Nhữ Nam Quận Phu nhân (汝南郡夫人), sau lại thành Sở Quốc Phu nhân (楚國夫人).
Khi Tống Thái Tổ Triệu Khuông Dận xưng Đế, lập ra nhà Tống, Triệu Quang Nghĩa với địa vị là em trai của Hoàng đế được thụ phong Tấn vương (晉王), Phù thị trở thành Vương phi, sau được ban cáo mệnh thành Việt Quốc Phu nhân (越國夫人). Năm Khai Bảo thứ 8 (975), Phù thị qua đời, khi năm 34 tuổi, được táng ở Tây Bắc của An lăng (安陵).
Năm 976 Triệu Quang Nghĩa đăng cơ, truy phong thụy hiệu cho bà làm Ý Đức Hoàng hậu (懿德皇后). Sau khi Triệu Quang Nghĩa băng hà, bà được phụ thờ ở Thái miếu.